# Christmaplacidae
Famille
Les Christmaplacidae sont une famille de crabes. Elle comprend deux espèces dans deux genres.

## Liste des genres
Selon World Register of Marine Species (25 janvier 2017) :
- Christmaplax Naruse & Ng, 2014
- Harryplax Mendoza & Ng, 2017

## Publication originale
- Naruse & Ng, 2014 : A new family, genus and species of cavernicolous crab (Crustacea:Decapoda: Brachura: Pseudozioidea) from Christmas Island, Australia. The Raffles Bulletin of Zoology Supplements, no 30, p. 263–273 (texte intégral).